# Hirschengrabentunnel
Der Hirschengrabentunnel ist ein 1989 eröffneter 1300 Meter langer Eisenbahntunnel der S-Bahn Zürich, der den Zürcher Hauptbahnhof mit dem Bahnhof Stadelhofen verbindet. Er ist Teil der 2148 Meter messenden Untertagsstrecke, die bei der Einfahrt in den Bahnhof Museumstrasse – ein Tiefbahnhof des Zürcher Hauptbahnhofs – beginnt und im teilweise überdeckten Teil des Bahnhofs Stadelhofen endet.
Von 2027 bis 2037 soll eine weitere Röhre gebaut werden, die als Zufahrt für ein viertes Gleis am Bahnhof Stadelhofen dienen wird.

## Geschichte
Die Vorlage für die U- und S-Bahn Zürich 1973 wurde vom Stimmvolk abgelehnt, weil das vorgelegte Gesamtpaket zu gross war. Teilaspekte wie ein S-Bahn-Netz schienen aber mehrheitsfähig zu sein. Ziel eines neuen Projektes für den öffentlichen Verkehr war die Entlastung des damals nur als Kopfbahnhof ausgebildeten Zürcher Hauptbahnhofs sowie der Verbindung Zürcher Hauptbahnhof–Oerlikon. Zu diesem Zweck sollte der Hauptbahnhof mit einem tiefliegenden Durchgangsbahnhof mit anschliessender Tunnelstrecke ergänzt werden. Wenngleich auch Varianten vorgestellt wurden, bei der diese ähnlich dem Weinbergtunnel direkt nach Oerlikon führte setzte sich die bereits im Projekt von 1973 vorgestellte Lösung mit einem Tunnel zum Bahnhof Stadelhofen durch.
Der ungefähr unter dem Hirschengraben verlaufende Tunnel sollte die einspurige Linie zwischen Zürich HB und Stadelhofen über den Bahnhof Letten ablösen und somit den Verkehr der rechtsufrigen Zürichseelinie aufnehmen. Mit dem an den Bahnhof Stadelhofen anschliessenden Zürichbergtunnel sollte der Bahnhof Oerlikon umgangen werden und der Verkehr der Glattalbahn sowie der Bahnstrecken Effretikon–Hinwil und Effretikon–Winterthur direkt in den neuen Tiefbahnhof des Zürcher Hauptbahnhofs geleitet werden. Das redimensionierte Projekt wurde im November 1981 dem Stimmvolk erneut vorgelegt, welches dem Kantonsanteil von 523 Millionen Schweizer Franken zustimmte, womit die Voraussetzungen für den Bau des Hirschengrabentunnels gegeben waren.
1943 wurde die Idee einer Station Leonhardsplatz für die damalige Rechtsufrige Zürichseebahn diskutiert, die über einen Zugangsstollen zum Leonhardsplatz, dem heutigen Central und einer Liftanlage mit der ETH hätte verbunden werden sollen. Beim Bau der S-Bahn-Verbindung (1990) vom Bahnhof Zürich Stadelhofen zum Hauptbahnhof Zürich kam diese Station als Station Universität wieder ins Gespräch; realisiert wurde sie jedoch nur als Dienststation für einen Bunker der Schweizer Armee.

## Planung

Linienführungen Zürich HB – Zürich Stadelhofen

Während das Projekt von 1973 zwischen den beiden Bahnhöfen noch die unterirdische Station Universität beinhaltete, wurde diese bei der Überarbeitung des Projektes gestrichen. Trotzdem wurde bei der Planung in Aussicht gestellt, dass diese 300 Meter lange Station noch nachträglich gebaut werden könnte. Im September 1984 lehnte das Stimmvolk des Kantons Zürich den Bau dieser Station ab.
Die Geologie des Tunnels ist schwierig, weil ein Grossteil des Tunnels in Lockergestein und teilweise im Grundwasserstrom von Limmat und Sihl, aber auch Fels durchfahren werden musste. Das Projekt wurde durch die beengten Platzverhältnisse einer Baustelle in der Stadt erschwert. Auch durfte der Betrieb des Hauptbahnhofs nicht beeinträchtigt werden. Das Projekt wurde deshalb in mehrere Bauabschnitte aufgeteilt.

## Bauausführung
Durch die Lage in der Stadt, die geringe Überdeckung und den wechselnden geologischen Untergrund mussten verschiedene Tunnelbauverfahren angewendet werden. So wurden nicht weniger als sechs Vortriebsarten angewandt, die abwechselnd zum Einsatz kamen. Neben der offenen Bauweise waren dies Deckelbauweise, Gefrierverfahren, Teilschnittverfahren mit Spritzbeton, Kalottenverfahren und der Schildvortrieb mit Teilschnittverfahren.
Während des Baus musste Rücksicht auf die Bevölkerung genommen werden. So wurde der Lärmschutz schon in der Planungsphase berücksichtigt. Zusätzlich mussten Schutzmassnahmen gegen die Schallübertragungen und Erschütterungen durch den späteren Eisenbahnbetrieb getroffen werden. So wurde nach Möglichkeit eine Körperschallübertragung unterbunden, was mit Unterschottermatten und in sensiblen Bereichen mit Masse-Feder-Systemen erreicht wurde.

### Bauabschnitte der Strecke Zürcher Vorbahnhof–Bahnhof Stadelhofen
Die Hauptbauabschnitte gliederten sich wie folgt:

#### Bauabschnitt 1: Einführung Vorbahnhof
Neben dem Neubau der Unterführung der Langstrasse unter dem Gleisfeld beinhaltete der Bauabschnitt auch die offene Zufahrtsrampe zum Bahnhof Museumstrasse.

#### Bauabschnitt 2: Bahnhof Museumstrasse
Neben dem in offener Bauweise gefertigten überdeckten Abschnitt der Tunnelrampe, dem Vorbahnhoftunnel, gehört zu diesem Abschnitt vor allem das viergleisige Perrongeschoss. Für die zu unterquerende Sihl wurde die Deckelbauweise angewandt. Hier wurde der Aushub mit Förderbändern zu einer Umschlaganlage im Vorbahnhof befördert und dort auf Eisenbahnwagen geladen.

#### Bauabschnitt 3: Unterquerung der Limmat
Der östliche Weichenkopf, welcher unter dem Bahnhofquai liegt, konnte noch in Deckelbauweise ausgeführt werden, doch der folgende Abschnitt kam unter der Limmat zu liegen, welche mit dem Gefrierverfahren unterquert werden musste. Direkt anschliessend musste das Publicitas-Gebäude am Neumühlequai unterfahren werden. Dies geschieht mit zwei einspurigen Tunneln, während der Rest des Tunnels in der Regel zweispurig ist. Der Abschnitt wurde von einer Baugrube im Bahnhofquai und einer zweiten im Limmatbett am Neumühlequai erschlossen.
Bei der Unterquerung der Limmat ging man an die technischen Grenzen des Gefrierverfahrens. Es war eine der geringsten Überdeckungen die jemals bei dieser Bauweise zwischen dem Tunnel und einem schnellfliessenden Gewässer angewandt wurde. Die Überdeckung misst zwischen 2,5 und 3,2 Meter. Damit überhaupt ein Frostkörper aufgebaut werden konnte, musste der Flussgrund isoliert werden, wofür 6 cm starke PVC-Platten verwendet wurden. Auch musste der Flussgrund vorgängig verdichtet werden. Dies geschah durch Tiefenverdichtung mit Rütteldruckverfahren. Um ein Ausschwemmen des verdichteten Materials zu verhindern und um die Fliessgeschwindigkeit des nahen Grundwassers zu vermindern, wurden beidseitig des aufzubauenden Gefrierkörpers noch Spundwände in den Flussboden gerammt. Erst nach diesen Vorarbeiten konnte ein mit Messsonden überwachter Frostkörper aufgebaut und mit dem Aushub begonnen werden.
Der Tunnel, der bei der Unterquerung des Publicitas-Gebäudes erstellt wurde, ist fest mit dessen Fundament verbunden. Schon beim Bau des Gebäudes wurde daran gedacht, dass es auf einer möglichen Tunnelachse zu liegen kommt, so dass das Fundament bereits dafür vorbereitet war. Hier musste ein besonders effektives Masse-Feder-System eingebaut werden, welches den Lärm mindestens um 20 dB dämpft. Es wurden vorfabrizierte Betonelemente mit hohem Eisengehalt verbaut. Sie sind so aufgebaut, dass sie zum Ersatz der Federelemente der Gummilager ausgebaut werden können.

#### Bauabschnitt 4: Hirschengrabentunnel
Dieser Abschnitt wurde über einen Zwischenangriff erstellt. Für diesen wurde am Hirschengraben zwischen den Häusern Nummer 52 und 56 ein elliptischer Schacht mit den Massen 13 mal 20 Metern erstellt. Der Schacht mit einer Tiefe von 32 Metern füllte fast die gesamte zur Verfügung stehende Fläche aus. Deshalb war die gesamte Baustelleninstallation entweder auf Podesten oder im Schacht selber zu installieren. Von diesem Schacht war ein rund 50 Meter langer Erschliessungsstollen notwendig, um die Tunnelachse zu erreichen. Für den Abtransport des Tunnelaushubs wurde ein 155 Meter langer Stollen zum Lettentunnel gegraben. Über die darin installierten Förderbänder wurde während der Betriebspausen in der Nacht der Aushub mit der Bahn via Lettenlinie abtransportiert.
Der Zwischenangriffspunkt liegt in festem Molassefels, welcher relativ standfest ist, so dass hier mit einer Teilschnittmaschine gearbeitet werden konnte. Kurz bevor die Tunnelachse die Florhofgasse unterquert, beginnt die Grundwassermoräne, welche danach in Lockergestein übergeht. Deshalb musste hier eine Montagekaverne angelegt und ein Schild eingezogen werden. Weiter wurde mit dem Schildvortrieb gearbeitet. Allerdings wurde nicht mit einer Vollschnittmaschine, sondern weiterhin mit einer Teilschnittmaschine ausgebrochen. Der anschliessende Lockergesteinsabschnitt brachte etliche unerfreuliche Überraschungen, obwohl der Grundwasserspiegel mit beidseitigen Filterbrunnen unter die Tunnelsohle abgesenkt wurde. So kam es infolge Wassereintritts und der dadurch entstehenden Instabilität der Tunnelbrust zu Stillständen. Ein Vorstollen musste erstellt werden, um den Boden, der aus einer nicht vorbelasteten, wasserführenden Moräne bestand, zusätzlich zu verdichten. Die dadurch entstandenen Bauverzögerungen zwangen zu einem nicht geplanten Gegenvortrieb von der Rämistrasse aus, um den Fertigstellungstermin nicht zu gefährden.

#### Bauabschnitt 5: Unterfahrung Häuser Rämistrasse
Dieser nur 25 Meter lange Abschnitt war besonders heikel. Einerseits stehen die Häuser über der Tunnelachse unter Denkmalschutz, andererseits werden sie in einem sehr geringen Abstand von 1,5 bis 2,5 Metern unterfahren. Als dritter Punkt war zu berücksichtigen, dass die geologische Situation an der Stelle sehr wechselhaft ist, so dass mit Überraschungen gerechnet werden musste und von einer Grundwasserabsenkung abzusehen war, um Einbrüche zu vermeiden.
Unter Zuhilfenahme von in Handarbeit gegrabenen Schächten sowie Mikropfählen wurden die Gebäude abgestützt. Zur Sicherheit wurden Hydraulikpumpen in das verstärke Fundament eingebaut, um in Notfall bei einer Bodenabsenkung die Häuser anheben zu können. Das Unterfahrungsbauwerk wurde als massiver Betonrahmen erstellt. Die Decke wurde mit Vouten verstärkt, die seitlichen Wände wurden in Zellenbauweise erstellt. Die Bodenplatte wurde nach dem bergmännischen Tunnelaushub erstellt und verstärkt den Rahmen zusätzlich.
Von hier aus wurde auch mit dem Gegenvortrieb für den Hirschengrabentunnel begonnen, welcher im Gefrierverfahren durchgeführt wurde.

#### Bauabschnitt 6: Tunnel Rämistrasse
Da die Rämistrasse durchgängig auf drei der vier Fahrspuren befahrbar bleiben musste und der Park der Villa Hohenbühl nicht beeinträchtigt werden durfte, war hier kein Tagbautunnel möglich, obwohl es wegen der geringen Überdeckung naheliegend gewesen wäre. Da in diesem Bereich die Einfahrweichen des erweiterten Bahnhofs Stadelhofen zu liegen kamen und sich dadurch auch das Tunnelprofil ausweitet, wurde beschlossen diesen Abschnitt im Kalottenvortrieb durchzuführen. Da sich im Bereich des aufzufahrenden Tunnels ein vor über hundert Jahren bereits kurz nach Baubeginn wieder aufgegebener zweiter Eisenbahntunnel befand (Tunnelportal und rund 89 Meter Tunnelröhre), war eine vorgängige Bodenverdichtung unumgänglich.

#### Bauabschnitt 7: Bahnhof Stadelhofen
Da der alte Bahnhof zu kurz war, musste ein Teil der Publikumsanlagen im neuen Tunnelportal unter den Park der Villa Hohenbühl verlegt werden; dieser Teil wurde in offener Bauweise erstellt. Dies geschah zusammen mit dem Neubau des Bahnhofs Stadelhofen. Hierbei war vor allem erschwerend, dass die ganze Bauzeit über ein Gleis für den Regelzugsverkehr auf der rechtsufrigen Seebahn verfügbar bleiben musste.

### Unfälle

#### Hochwasser 26./27. November 1984
In der Nacht vom 26. auf den 27. November flutete ein kleines Hochwasser von 44 m³/s die Baugrube an der Sihl, obwohl die Hochwasserschutzmassnahmen für 60 m³/s ausgelegt waren. Dabei kamen zwar keine Menschen zu Schaden, aber Maschinen versanken in der Baugrube.

#### Tagbruch am 11. November 1987 um 11:11 Uhr
Am 11. November 1987 war die Durchschlagsfeier der Losgrenze angesetzt. Als die trennende Wand um 11:11 Uhr eingerissen worden war, begann feines Gestein von der Decke herunter zu rieseln und verstärkte sich zu einer regelrechten Gerölllawine. Der dabei entstehende Schuttkegel füllte lokal die Tunnelröhre, und es kam zu einem Tagbruch. Dabei wurde niemand ernsthaft verletzt; an der Oberfläche verlief das Unglück ebenfalls glimpflich, da an der betreffenden Stelle keine Gebäude standen, sondern lediglich einige Gärten, die in einem Krater von rund 10 Metern Durchmesser einbrachen. Dennoch konnte die Durchschlagsfeier am 19. November abgehalten werden, nachdem man den entstandenen Krater mit Beton verfüllt hatte.

## Betrieb
Seinem Bestimmungszweck entsprechend, wird der Tunnel vor allem von S-Bahn-Zügen benutzt. Dennoch wird er auch von Postzügen, wenigen Güterzügen Richtung Meilen und vereinzelten Fernverkehrszügen benutzt. Er zählt zu den meistbefahrenen Eisenbahntunneln der Schweiz. Der Unterhalt und die Betriebsführung unterliegen den SBB.

### 1991 – Brand eines S-Bahnzuges im Tunnel
Zu einem verhängnisvollen Brand kam es, als am 16. April 1991 ein Wagen der S 9  im Hirschengrabentunnel Feuer fing. Eine Frau bemerkte in einem Nichtraucher-Abteil Flammen an einer Sitzbank und dessen Lehne und zog darauf die Notbremse. Sofort füllte sich der Tunnel mit Rauch und eine entgegenkommende S-Bahn blieb wegen Stromausfall neben dem brennenden Zug stecken. Die rund 140 Passagiere der beiden Züge retteten sich zu Fuss zum Bahnhof Stadelhofen. 58 der Passagiere erlitten Verletzungen, hauptsächlich eine Rauchvergiftung. Das zentrale Stück der Zürcher S-Bahn blieb darauf während rund 30 Stunden gesperrt, da die zerstörte Zugfunkanlage und die Fahrleitungen ersetzt werden mussten.
Die Gefahr, die durchs Ziehen der Notbremse auf Tunnelstrecken entsteht, kam erst damals ins Bewusstsein der Schweizer Öffentlichkeit und löste verschiedene Massnahmen bei der Tunnelsicherheit aus. So wurden seither die meisten Tunnels der SBB unter anderem mit Holzhandläufen und Notbeleuchtungen nachgerüstet, mittels Schilder auf die Fluchtwegdistanzen hingewiesen und die Notbremsüberbrückung eingeführt.

## Ausbaupläne
Der Bahnhof Stadelhofen hat mit den drei Gleisen seine Kapazitätsgrenze erreicht und ist der grösste Engpass im Netz der Zürcher S-Bahn. Ab voraussichtlich 2027 soll deshalb während einer zehnjährigen Bauzeit ein viertes unterirdisches Gleis gebaut werden, wofür der Hirschengrabentunnel und der Riesbachtunnel je eine weitere Röhre als Zufahrt erhalten sollen. Das ganze Bauwerk wird ca. zweieinhalb Kilometer lang werden. Es wird hierfür mit Kosten von 1,1 Milliarden Franken und einer Inbetriebnahme im Jahr 2037 gerechnet.